# Tottenham Hotspur Stadium
Tottenham Hotspur Stadium is een voetbalstadion in de wijk Tottenham in het noorden van Londen en is de thuisbasis van de Engelse betaald voetbalclub Tottenham Hotspur FC. Met een capaciteit van 62.850 is het het op drie na grootste stadion van Engeland en het grootste voor een voetbalclub uit Londen.

## Geschiedenis

### Voorganger

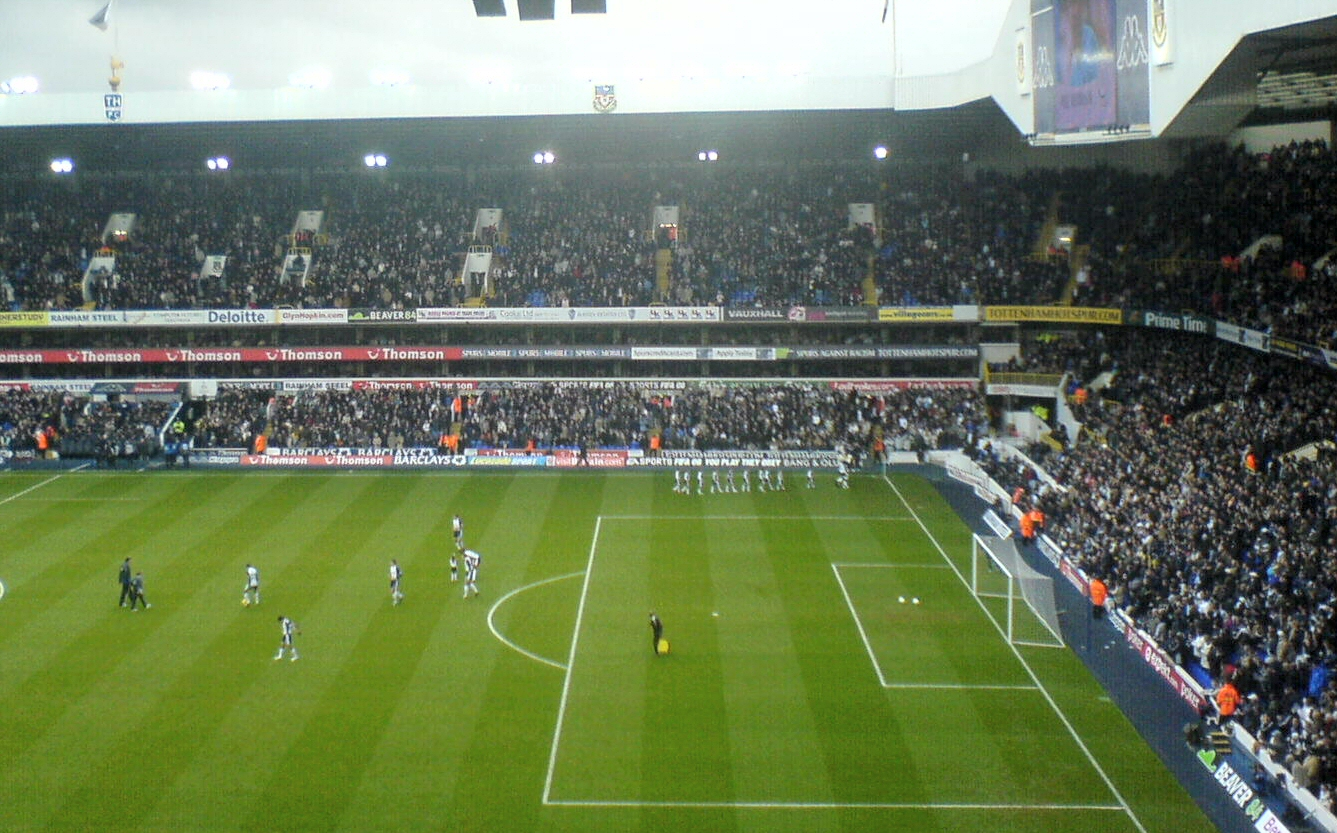
White Hart Lane

Tottenham Hotspur speelde sinds 1899 haar thuiswedstrijden op White Hart Lane, wat in de laatste jaren nog plaats bood aan 36.284 toeschouwers. Het nieuwe Tottenham Hotspur Stadium is op dezelfde plaats opgetrokken als White Hart Lane. De club moest daarom enige tijd uitwijken naar Wembley.

### Ontwikkeling
De eerste plannen voor (her)ontwikkeling werden in 2007 gesmeed. In april 2008 werden de eerste plannen gepresenteerd voor een stadion dat deels op de plek van White Hart Lane moest verrijzen en met ingang van het seizoen 2012/13 in gebruik moest worden genomen. Het plan werd echter herzien en werd meerdere keren uitgesteld. De club had tot januari 2012 ook het Olympisch Stadion van Londen op het oog, maar dit stadion werd als thuisbasis van West Ham United aangewezen ter vervanging van Boleyn Ground.
In oktober 2013 werd bekend dat Tottenham Hotspur voornemens was een nieuw, multifunctioneel stadion te laten bouwen. Op 8 juli 2015 maakte de club bekend een overeenkomst te hebben gesloten met de NFL om gedurende 10 jaar minimaal 2 wedstrijden per jaar te organiseren in het nieuw te bouwen stadion. Op diezelfde dag werd het nieuwe team van architecten, onder leiding van Populous, aangekondigd. In december van datzelfde jaar werd goedkeuring verleend aan de herziene plannen, inclusief de sloop van enkele gebouwen in de directe omgeving. In februari 2016 ging ook de burgemeester van Londen, destijds Boris Johnson, formeel zijn goedkeuring aan de plannen.

### Bouw

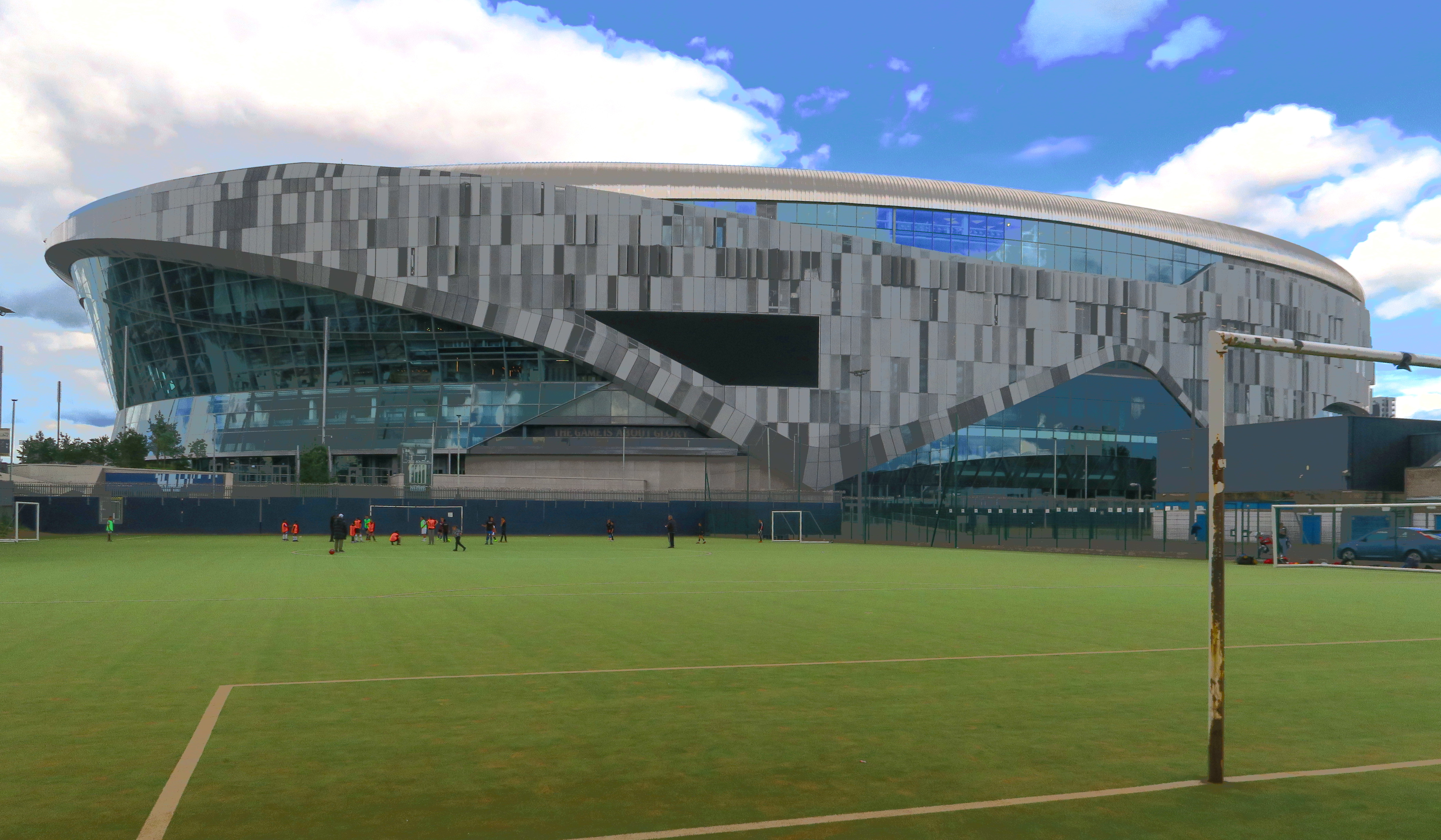
Stadion gezien vanuit het Oosten

De bouw van het stadion ving aan in de zomer van 2015 en werd uitgevoerd in twee fases, waarbij het naastgelegen White Hart Lane nog tot en met het seizoen 2016/17 in gebruik was. In fase een werd de noordzijde van het stadion gebouwd, waarna de zuidzijde in de tweede fase werd gerealiseerd na de sloop van White Hart Lane. Delen van het oude stadion zijn geïntegreerd in het nieuwe, zoals oude bakstenen van de oosttribune die zijn gebruikt voor de realisatie van een bar. Een aantal plakkaten markeren punten van White Hart Lane, zoals het oude centrum.

### Grasmat
De grasmat werd in oktober 2018 gelegd.

### Opening

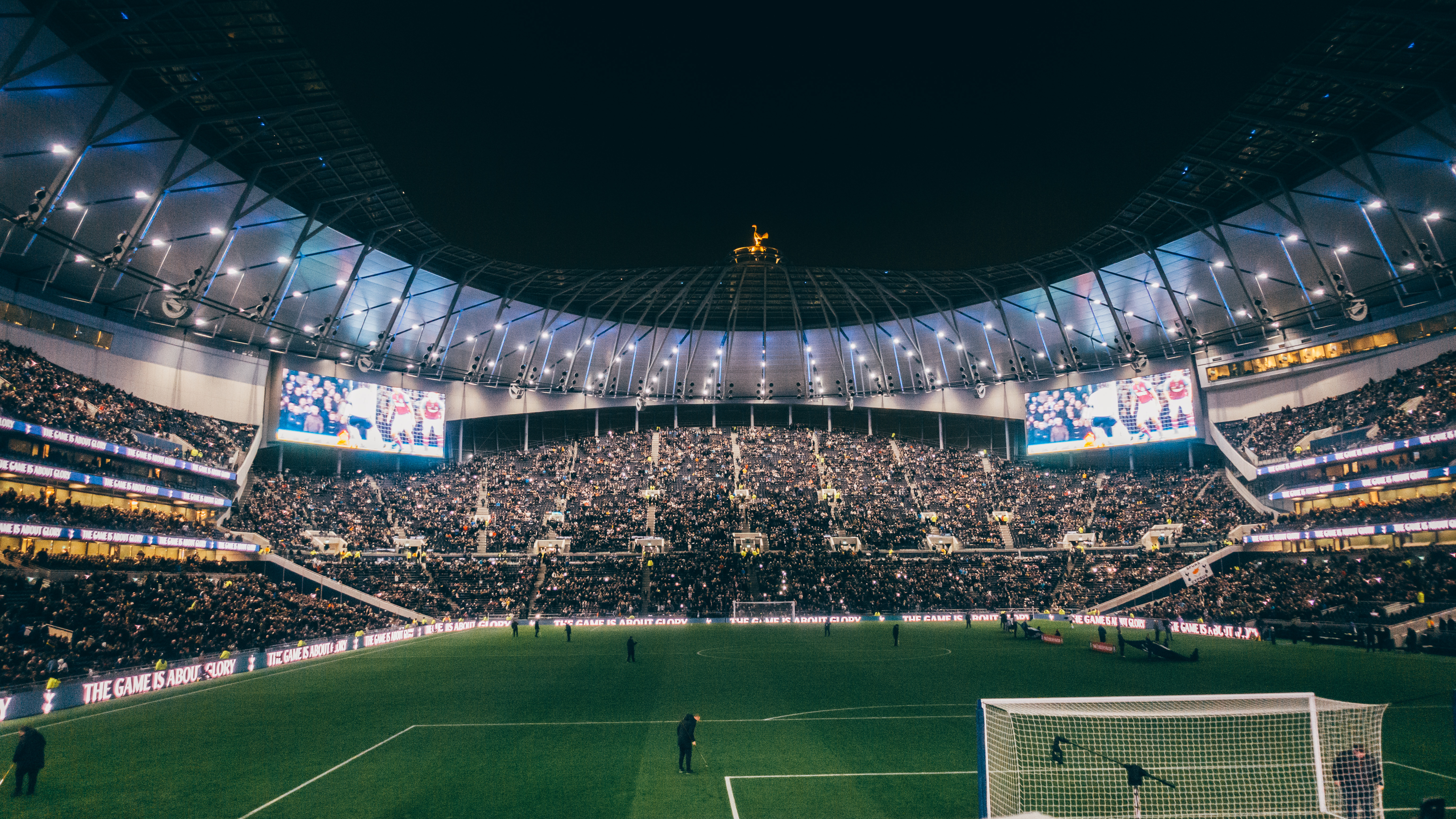
Zuidtribune

Het was de bedoeling om het stadion in gebruik te nemen voor het seizoen 2018/19, maar door vertraagde bouwwerkzaamheden werd de eerste wedstrijd pas gespeeld in april 2019. Tot die tijd speelden de Spurs hun wedstrijden op Wembley. Dit leidde tot problemen in de planning van Wembley, omdat voor 2019 al meerdere concerten en rugby wedstrijden gepland stonden in het stadion. Op 3 april 2019 werd het nieuwe stadion officieel geopend.
De architect gaf aan dat het onzinnig zou zijn om een groot stadion als dit slechts om de week te gebruiken voor een voetbalteam. Het stadion zal daarom niet alleen als thuishaven voor Tottenham Hotspur dienen, maar kan ook gebruikt worden voor concerten en Americanfootballwedstrijden. Het stadion kent hiervoor enkele extra functionaliteiten. Zo is het grasveld in te trekken om zo een concertveld te creëren. Daarnaast heeft het stadion nog een eigen micro-brouwerij en verschillende suites en bars. De meest opvallende hiervan is de The Tunnel Club, waarbij de gasten in de club en de spelers in de spelerstunnel gescheiden zijn door slechts een glazen wand. In 2015 werd er ook een deal gesloten met de Amerikaanse NFL om minstens twee competitiewedstrijden van de Amerikaanse competitie in het stadion te laten spelen. 